# Omni-Path

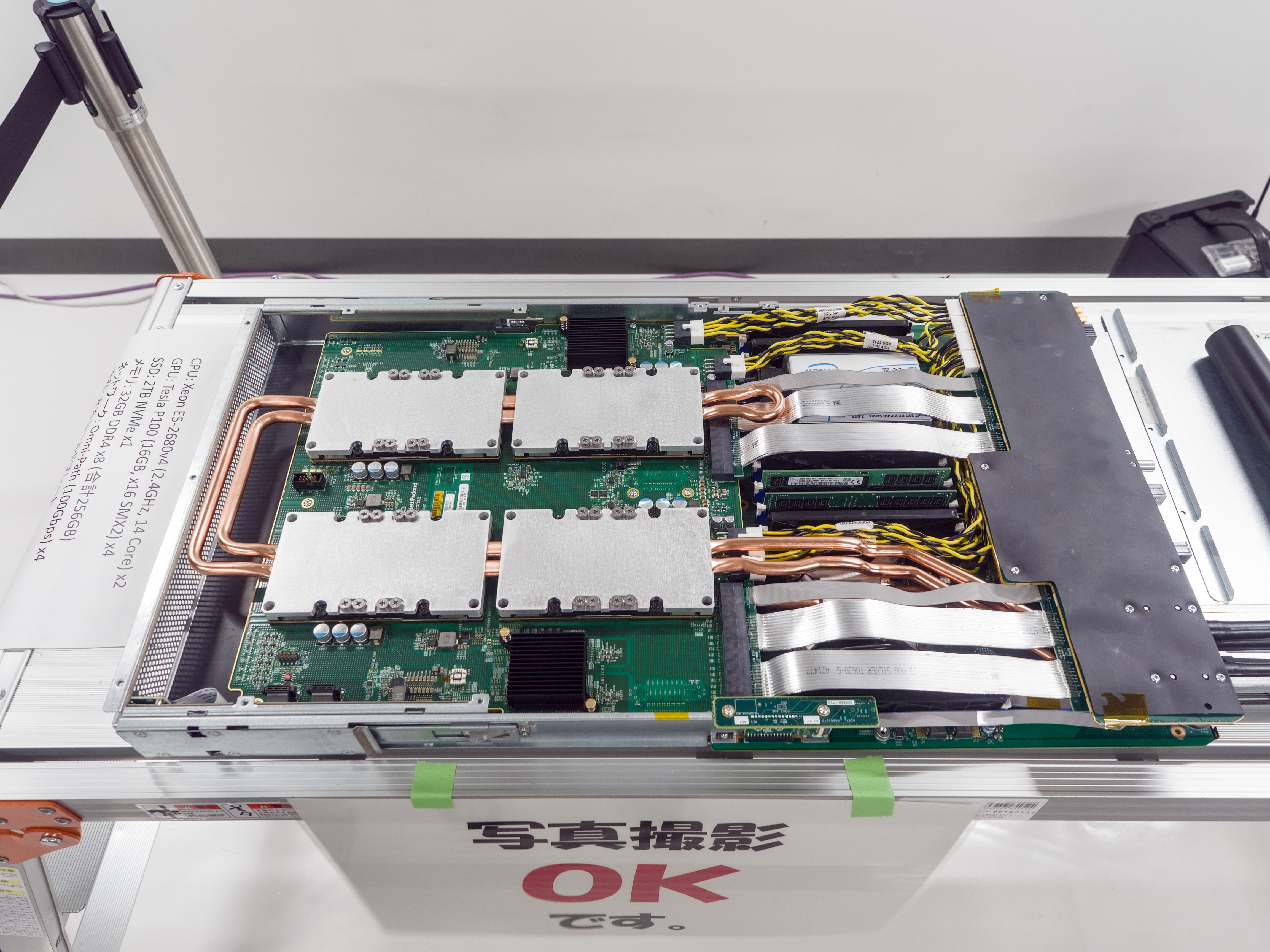
Exemple de 4 connexions Omni-Path

Omni-Path Architecture (OPA) era una arquitectura de comunicació d'alt rendiment propietat d'Intel. Té com a objectiu una baixa latència de comunicació, un baix consum d'energia i un alt rendiment. Intel planejava desenvolupar tecnologia basada en aquesta arquitectura per a la computació exaescala.
La producció de productes Omni-Path va començar el 2015 i el lliurament d'aquests productes va començar el primer trimestre del 2016. El novembre de 2015, es van anunciar adaptadors basats en l'ASIC de 2 ports "Wolf River", utilitzant connectors QSFP28 amb velocitats de canal de fins a 100 Gbit/s. Simultàniament, es van anunciar commutadors basats en l'ASIC de 48 ports "Prairie River". Els primers models d'aquesta sèrie estaven disponibles a partir del 2015.